# Skupina Sled
Skupina Sled je slovenski mešani pevski zbor, ki je bil ustanovljen v Kostrivnici leta 2001 na predlog župnijskega pastoralnega sveta. Deluje v okviru Kulturno prosvetnega društva Kostrivnica.
Zborovodja je bil Martin Druškovič, sedaj pa njegova hči Jasna Druškovič.

## Priznanja
- priznanje občine Rogaška Slatina 2006[4]

## Diskografija
- Vsepovsod sledi. CD. Slovenj Gradec : Melopoja, 2006